# Роляк бурий
Роля́к бу́рий (Cincloramphus cruralis) — вид горобцеподібних птахів родини кобилочкових (Locustellidae). Ендемік Австралії.

## Опис
Бурим ролякам притаманний яскраво виражений статевий диморфізм. Середня довжина самців становить 23–25 см, а вага — 74,8 г. Вони майже у 2,5 рази важчі за самиць, середня довжина яких становить 18–19, а вага — 32,4 г. Імовірно, бурі роляки демонструють найбільший статевий диморфізм серед усіх горобцеподібних птахів. Також, самці цього виду є найбільшими представниками родини кобилочкових.
Самці мають темно-коричневе забарвлення, у самиць верхня частина тіла бурувата, нижня дещо світліша. Над очима у них світлі брови. Дзьоб і очі чорні, лапи сірі. Молоді птахи мають світліше забарвлення, дзьоб у них рожевувато-коричневий. Голос гучний, скрипучий. Співають переважно самці, в польоті або сидячи на високому місці.

## Поширення і екологія
Бурі роляки поширені майже по всій території Австралії, за винятком північних районів і Тасманії. Більшість птахів мешкає на півдні континенту. Вони віддають перевагу відкритим пасовищам, лукам і чагарниковим заростям. Живляться насінням і комахами. Бурі роляки активно кочують, рухаючись у вологіші райони.

## Розмноження
Сезон розмноження триває з серпня по грудень. Гніздо являє собою глибоку чашу, зроблену з трави і сховану в кущах або високій траві. За сезон бурі роляки насиджують одну кладку. В ній може бути від 2 до 5 рожевуватих яєць, поцяткованих червонувато-коричневими плямками. Яйця мають розміри 23×17 мм. Доглядають за пташенятами переважно самиці.
Самці бурих роляків є полігінними і напряму змагаються за самиць, що призвело до помітної різниці в розмірах. Оскільки життя на відкритих рівнинах забезпечує добру видимість, самці можуть захищати значні території і підтримувати кілька самок, що гніздяться.
Дослідження показало цікавий наслідок статевого диморфізму: хоча дорослі самці більші за самиць, самиці вилуплюються з більших яєць і при народженні важчі за своїх братів. Це може на початках дати їм конкурентну перевагу. Через три тижні після вилуплення молоді самці стають на 50 % важчими за своїх сестер. Пташенята-самці отримують від батьків їжу в більшій кількості, а також більш якісну: самці отримають більше павуків, багатих на амінокислоти, необхідні для росту і розвитку, а самиці — коників, які містить хітин, що важко перетравлюється. Загалом, при вихованні пташенят-самців, мати витрачає на 27 % більше калорій, ніж при вихованні пташенят-самиць. Однак, в неврожайні роки бурі роляки можуть почати народжувати більше самиць. Розміри самців є важливими для їх репродуктивного успіху, забезпечуючи передачу гнів від їх батьків до наступних поколінь. Ось чому бурі роляки набагато більше уваги приділяють догляду за пташенятами-самцями.